# 佳南实验农场
佳南实验农场是一个位于中华人民共和国黑龙江省佳木斯市东风区的类似乡级单位，亦是黑龙江省农垦总局直属的一个农场。
佳南实验农场是王震将军亲自指导筹建和选址的国营农场，坐落在张广才岭北麓、三江平原西侧，隶属于黑龙江省农垦科学院。场部位于佳木斯市南部，下设佳南、佳莲、江口三个管理区以及科技园区、医院、派出所和龙翔物业公司，分别位于黑龙江最大支流松花江佳木斯段流域两岸。总土地面积6.02万亩，现有耕地4.3万亩，实有人口3.5万人左右。

## 行政区划
佳南实验农场下辖以下单位：
佳南管理区、佳莲管理区、江口管理区。